# Wolf (1927)
Pour les articles homonymes, voir Wolf.
Le Wolf est un torpilleur de la classe Type 1924 de la Reichsmarine puis de la Kriegsmarine.

## Histoire
Le Wolf est construit en même temps que l'Iltis. Les deux bateaux sont lancés par le capitaine de vaisseau Karl August Nerger, l'ancien commandant du croiseur auxiliaire SMS Wolf.
Lors de son entrée en service le 15 novembre 1928, il remplace Seeadler. Il effectue une traversée de l'Atlantique en avril et mai 1929. Il fait alors escale à A Pobra do Caramiñal et à Séville. Pendant l'été, il s'arrête à Rotterdam et à Stockholm. Entre avril et juin, il est présent en mer Méditerranée. Le 30 août 1930, le navire est déclassé et remplacé par le Möwe.
Le Wolf revient en service le 6 février 1932. Pendant l'été 1933, il va en mer Baltique et fait escale à Helsinki et à Riga. En 1934, il fait un voyage de formation dans les eaux suédoises. En 1936, le torpilleur participe au blocus maritime en Espagne d'août à octobre puis en décembre. Pendant son voyage le 19 novembre, il connaît une avarie de safran et s'arrête à Brest pour réparer. Le 30 juin 1937, le bâtiment est de nouveau retiré de la liste des navires de guerre.
Le Wolf revient le 9 décembre 1937 en tant que navire de formation. En février 1938, en compagnie de l'Iltis et du Tiger, il part vers l'Espagne puis revient en juillet de la même année. En mars 1939, il fait partie de la flottille présente devant le territoire de Memel.
Après le déclenchement de la Seconde Guerre mondiale, le Wolf pose des mines défensives en mer du Nord dans le cadre de la guerre de course et fait des missions d'escorte. Ainsi le 13 novembre 1939, il accompagne les croiseurs légers Köln et Nürnberg lors de la pose de mines dans l'estuaire de la Tamise. Cinq jours plus tard, il accompagne le Leipzig parti aider trois destroyers abîmés dans le Humber. En mars 1940, le torpilleur ouvre la voie à l'Atlantis dans la baie Allemande. Pendant l'opération Weserübung, le navire est présent à Bergen. Il s'arrête à Cuxhaven le 8 avril 1940. Il demande de l'aide après la collision avec deux Schnellboots. Il est aidé par le Köln et le Leopard. Le 11 avril, le torpilleur arrive à Wilhelmshaven. Il participera à des missions de poses de mines et d'éclairage, comme en octobre 1940 devant l'île de Wight.
Dans la nuit du 7 au 8 janvier 1941, le Wolf pose des mines près de Douvres. Sur le chemin du retour, il percute une mine près de Dunkerque et coule. 45 membres d'équipage meurent.

## Commandement
| 15 novembre 1928 à septembre 1929 | Kapitänleutnant Wilhelm Meendsen-Bohlken |
| Octobre 1929 à 30 août 1930       | Kapitänleutnant Hans-Joachim Gadow       |
| 6 février 1932 à octobre 1933     | Kapitänleutnant Hans Michahelles         |
| Octobre 1933 à septembre 1935     | Kapitänleutnant Hans Georg Zimmer        |
| Septembre 1935 à avril 1937       | Kapitänleutnant Hans Erdmenger           |
| Avril 1937 à 30 juin 1937         | Inconnu                                  |
| 9 décembre 1937 à février 1938    | Kapitänleutnant Martin Saltzwedel        |
| Février 1938 à janvier 1940       | Kapitänleutnant Lutz Gerstung            |
| Janvier 1940 au 8 janvier 1941    | Oberleutnant zur See Broder Peters       |

## Source de la traduction
- (de) Cet article est partiellement ou en totalité issu de l’article de Wikipédia en allemand intitulé « Wolf (Schiff, 1927) » (voir la liste des auteurs).